# Новотомниковский сельсовет
Новотомниковский сельсовет — сельское поселение в Моршанском районе Тамбовской области Российской Федерации.
Административный центр — село Новотомниково.

## История
Статус и границы сельского поселения установлены Законом Тамбовской области от 17 сентября 2004 года № 232-З «Об установлении границ и определении места нахождения представительных органов муниципальных образований в Тамбовской области».

## Население
| 2010 | 2012  | 2013  | 2014  | 2015 | 2016 | 2017 |
| ---- | ----- | ----- | ----- | ---- | ---- | ---- |
| 1160 | ↘1107 | ↘1055 | ↘1008 | ↘996 | ↘946 | ↘912 |
| 2018 | 2019  | 2020  | 2021  |      |      |      |
| ↘907 | ↘847  | ↘831  | ↗919  |      |      |      |

## Состав сельского поселения
| № | Населённый пункт | Тип населённого пункта       | Население |
| - | ---------------- | ---------------------------- | --------- |
| 1 | Княжево          | село                         | ↘128      |
| 2 | Красный          | посёлок                      | 25        |
| 3 | Новотомниково    | село, административный центр | ↘508      |
| 4 | Новотомниковский | посёлок                      | 19        |
| 5 | Носины           | село                         | 474       |
| 6 | Раннее Утро      | посёлок                      | 6         |